# Колайаково, Карло
Карло Колайаково (англ. Carlo Colaiacovo; 27 января 1983, Торонто, Канада) — бывший канадский хоккеист итальянского происхождения, защитник.
На драфте НХЛ 2001 года был выбран в 1 раунде под общим 17 номером командой «Торонто Мейпл Лифс».

## Достижения
- Победитель Хоккейной лиги Онтарио(OHL) - 2002
- Серебряный призёр Чемпионатов мира среди молодёжи - 2002, 2003
- Обладатель Кубка Шпенглера в составе сборной Канады - 2012

## Статистика

### Клубная
```
                                            
                                            -- Регулярный Сезон --  ---- Плей-офф ----
Сезон    Команда                     Лиг    Иг    Г    П   Оч  Штр  Иг   Г   П  Оч Штр
--------------------------------------------------------------------------------------
1999-00  Erie Otters                 OHL    52    4   18   22   12  13   2   4   6   9
2000-01  Erie Otters                 OHL    62   12   27   39   59  14   4   7  11  16
2001-02  Erie Otters                 OHL    60   13   27   40   49  21   7  10  17  20
2002-03  Erie Otters                 OHL    35   14   21   35   12  --  --  --  --  --
2002-03  Toronto Maple Leafs         NHL     2    0    1    1    0  --  --  --  --  --
2003-04  St. John's Maple Leafs      AHL    62    6   25   31   50  --  --  --  --  --
2003-04  Toronto Maple Leafs         NHL     2    0    1    1    2  --  --  --  --  --
2004-05  St. John's Maple Leafs      AHL    49    4   20   24   59   5   0   1   1   2
2005-06  Toronto Maple Leafs         NHL    21    2    5    7   17  --  --  --  --  --
2005-06  Toronto Marlies             AHL    14    5    6   11   14  --  --  --  --  --
2006-07  Toronto Maple Leafs         NHL    48    8    9   17   22  --  --  --  --  --
2006-07  Toronto Marlies             AHL     5    1    5    6    4  --  --  --  --  --
2007-08  Toronto Maple Leafs         NHL    28    2    4    6   10  --  --  --  --  --
2007-08  Toronto Marlies             AHL     2    0    0    0    0  --  --  --  --  --
2008-09  Toronto Maple Leafs         NHL    10    0    1    1    6  --  --  --  --  --
2008-09  St. Louis Blues             NHL    63    3   26   29   29   4   0   0   0   2
2009-10  St. Louis Blues             NHL    67    7   25   32   60  --  --  --  --  --
2010-11  St. Louis Blues             NHL    65    6   20   26   23  --  --  --  --  --
2011-12  St. Louis Blues             NHL    64    2   17   19   22   7   0   3   3  16
2012-13  Detroit Red Wings           NHL     6    0    1    1    2   9   0   1   1   2
2012-13  Grand Rapids Griffins       AHL     2    0    0    0    0  --  --  --  --  --
2013-14  St. Louis Blues             NHL    25    1    3    4   18  --  --  --  --  --
2014-15  Philadelphia Flyers         NHL     5    0    2    2    4  --  --  --  --  --
--------------------------------------------------------------------------------------
         NHL Totals                        406   31  115  146  215  20   0   4   4  20

```

### Международные соревнования
```
Год      Команда               Турнир    Иг    Г    П   Оч  Штр
---------------------------------------------------------------
2002     Canada U20             WJC       7    0    3    3    2
2003     Canada U20             WJC       6    1    9   10    2
2011     Canada                 WC        5    0    0    0    0
---------------------------------------------------------------
        WJC Totals                       13    1   12   13    4
        WC Totals                         5    0    0    0    0
```